# Navarra
Navarra  (em basco, Nafarroa),  oficialmente denominada Comunidade Foral de Navarra (em castelhano: Comunidad Foral de Navarra; em basco: Nafarroako Foru Erkidegoa) é uma comunidade autónoma da Espanha, cujo território equivale ao da  província do mesmo nome e, historicamente,  corresponde ao antigo Reino de Navarra.
O estatuto de comunidade foral reflete a singularidade do seu regime especial de autogoverno pelos direitos históricos que lhe são reconhecidos na Constituição espanhola de 1978. Sua capital é Pamplona; em basco, Iruñea.
Navarra faz fronteira a norte com a França (departamento dos Pirenéus Atlânticos); a este e sudeste, com a comunidade autónoma de  Aragão (províncias de Huesca e Saragoça); ao sul, com a de La Rioja e, a oeste, com a do País Basco (províncias de Álava e Guipúscoa). Detém um exclave (Petilla de Aragón) rodeado totalmente pela província aragonesa de Saragoça. O território atual corresponde ao da Alta Navarra do Renascimento (a Baixa Navarra é parte da França).

## Etimologia
A primeira referência ao termo Navarra de que se tem conhecimento data do século IX, na obra Vita Caroli Magni escrita por Eginhardo, na qual se descrevem as intrusões do rei franco Carlos Magno até ao rio Ebro. Crê-se que o topónimo Navarra poderá derivar do vocábulo naba, de origem pré-romana, quiçá protobasca, cujo significado seria de terra plana rodeada por montanhas

## Símbolos oficiais de Navarra
Em 1910 a Disputação de Navarra aprovou o desenho do escudo e da bandeira de Navarra, que permanecem vigentes após o reconhecimento pela "Lei Orgânica de Reintegração e Melhoramento do Regime Foral de Navarra" (LORAFNA), de 10 de Agosto de 1982. Assim, segundo o Amejoramiento de Navarra e a Lei Foral 24/03, os símbolos de Navarra são:

### Hino de Navarra
Este hino é historicamente referido como "Hino das Cortes", devendo a sua origem à "Marcha para a entrada do Reino", um peça barroca que se interpretava no claustro da Catedral de Pamplona durante as Cortes de Navarra para celebração das suas sessões.
| Português | Castelhano | Basco |
| --- | --- | --- |
| Por Navarra terra brava e nobre, sempre fiel, que tem por brasão a velha lei tradicional Por Navarra povo de alma livre proclamemos juntos o nosso afã universal Em cordial união, com leal firmeza, trabalhemos e todos juntos lograremos. honra, amor e paz. | Por Navarra tierra brava y noble, siempre fiel, que tiene por blasón la vieja ley tradicional Por Navarra pueblo de alma libre proclamemos juntos nuestro afán universal En cordial unión, con leal tesón, trabajemos y hermanados todos lograremos. honra, amor y paz. | Nafarroa, lur haundi ta azkar, beti leial, zure ospea da antzinako lege zaharra Nafarroa, gizon askatuen sorlekua, zuri nahi dizugu gaur kanta Gaiten denok bat, denok gogo bat behin betiko iritsi dezagun aintza, bake eta maitasuna |

### Brasão

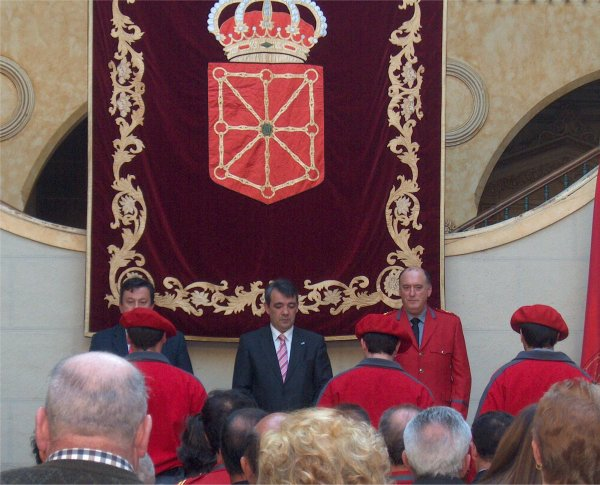
O Brasão de Navarra presidindo um evento da Polícia Foral

Sobre fundo vermelho e com correntes em forma de raios saindo do centro, que representa uma esmeralda supostamente roubada ao califa almóada Maomé Anácer na batalha das Navas de Tolosa no ano 1212 e que está em Roncesvalles. Foram encontrados pedaços das correntes em vários pontos. No museu de Roncesvalles, adjacente à Colegiata, encontram-se as que foram entregues por Sancho VII de Navarra, o Forte, cujos restos repousam no mausoléu da capela de Santo Agostinho. Outras partes das correntes foram parar ao mosteiro de Irache e outra à Catedral de Santa Maria de Tudela, lugar-natal desse rei de enorme estatura. Segundo a lenda, as correntes procedem daquela batalha e acorrentavam os cristãos cativos em redor da tenda do rei Muhammad an-Nasirm, tendo sido o rei Sancho quem as quebrou. Não obstante, as correntes já figuravam em distintas partes de Navarra antes dessa batalha.

### Bandeira
A Lei de Melhoramento do Regime Foral de Navarra (LORAFNA), de 10 de Agosto de 1982, estabelece no seu artigo 7.2:
"A bandeira de Navarra é de cor vermelha, com o escudo no centro."